# 日本アンテナ
日本アンテナ株式会社（にっぽんアンテナ）は、アンテナなどを製造する電気機器メーカー。

## 概要
マスプロ電工やDXアンテナ、サン電子などと並んで日本を代表するテレビアンテナメーカーである。日本国内におけるテレビアンテナのシェアは業界3位。海外進出も盛んで、日本アンテナフィリピン、日本アンテナアメリカ、上海日安電子有限公司など海外に販売拠点を持つ。
生産拠点は、蕨、鴻巣に加え、2005年に中国上海工場を開設した。
2019年4月1日付で、東芝コンシューママーケティングからアンテナ・メディア事業を譲受した。
2024年4月25日、株式交換によりエレコムの完全子会社となることと、同社子会社であるDXアンテナと経営統合することを発表。当初は2024年10月〜11月頃を計画したが、公正取引委員会の審査期間等を考慮し2025年2月〜3月に変更した。

## 製品
- 業務無線用アンテナ
- 自動車用アンテナ
- 鉄道車両用アンテナ
- VHF･UHFテレビ用アンテナ
- テレビアンテナ用分配器
- FMアンテナ
- デジタルチューナー
- CSアンテナ

アナログTV放送終了まで1年を切った2010年8月をもって、VHFアンテナ・VU共用アンテナは生産完全終了（同業他社も追随）。当社製アンテナとその周辺部品は全国のヤマダホールディングス傘下各店（ヤマダ電機・ベスト電器・マツヤデンキ・コスモスベリーズ加盟店）でも販売されている他、系列電器店（パナソニックショップ・日立チェーンストール・東芝ストアー・三菱電機ストアー・シャープフレンドショップ・ソニーショップ）へも供給されている（取付工事費別）。
従来型VHFアンテナおよびVU共用アンテナ（AW-85Mなど）は、地デジ化後も引き続きFM屋外アンテナとして使用可能（老朽化した地上波アンテナ交換時、FMラジオを引き続き屋外アンテナで受信したい場合はFM屋外アンテナと市販のFM・地デジ混合器が別途必要）。

## 過去のスポンサー番組
- ゴルフ 尾崎兄弟・飯合に挑戦!! - テレビ東京